# Nohan-sur-Semoy
Nohan-sur-Semoy est une section et une localité de la commune de Thilay, située dans le département des Ardennes en région Grand Est.

## Histoire

### Étymologie
« La plupart des villages de la vallée de la Semoy semblent être d'origine gauloise. Leurs noms sont Celtiques, tels sont : Sorendal, Failloué, Trigne, Nohan, Naux, Thilay, Navaux, etc. ».
Nohan-sur-Semoy est une section d'état-civil de la commune de Thilay depuis 1898 et a permis l'érection d'une mairie annexe dans la localité.

## Activités

### Loisirs
Un grand événement est la fête du pain, en été, au Champ-Bernard, organisée par l'association Nohan-loisirs, qui organise aussi tous les ans, le 14 juillet, la brocante du village ; ainsi que les festivités (manèges, buvette, bal, concours de pétanque et de boules en bois, repas dansant…) qui se déroulent toujours le week-end qui suit ce 14 juillet.